# トヨタセンター
トヨタ・センター（Toyota Center）は、アメリカ合衆国テキサス州ヒューストンのダウンタウンに位置する競技場である。トヨタ自動車の米国法人が1億米ドルの命名権を獲得した。

## 歴史
2002年、「ザ・サミット」と呼ばれた旧アリーナ（現：レイクウッド教会セントラルキャンパス）を使用していたスポーツチームらは、ヒューストン市に対して新しいアリーナ施設を作るよう圧力をかけた。2003年、この要求が認められてトヨタセンターが完成。トヨタセンターの開設セレモニー後の最初のイベントはフリートウッド・マックのコンサートだった。

## 註
1. ↑  Toyota Center architect: POPULOUS
2. ↑  Emporis.com – Toyota Center
3. ↑  “Houston Toyota Center”.   Bovay Engineers, Inc.. 2015年2月28日閲覧。
4. ↑  Rockets Launch a New Era At Toyota Center